# Magyar gravelkerékpár országos bajnokság
A magyar országútikerékpár országos bajnokság a gravelkerékpár-versenyzés magyar országos bajnoksága, melyet évente rendez meg a Magyar Kerékpáros Szövetség. Első alkalommal 2024-ben rendezték meg Etyeken. A UCI szabályzata szerint a korcsoportonkénti bajnokok kvalifikációt nyernek a gravelkerékpár-világbajnokságra.

## Érmesek

### Felnőtt férfi (19–39)
| Év   | Országos bajnok               | Ezüstérmes                    | Bronzérmes                     |
| 2024 | Dina Márton (ATT Investments) | Szatmáry András (Cube-Csömör) | Palumby Zsombor (SVS Pro Team) |

### Felnőtt nő (19–39)
| Év   | Országos bajnok | Ezüstérmes                     | Bronzérmes                          |
| 2024 | Vass Anna       | Buzek-Kiss Vera (Fillari Team) | Punk Adrienn (Joyride Cycling Team) |

### U19 férfi
| Év   | Országos bajnok                     | Ezüstérmes         | Bronzérmes                              |
| 2024 | Kiss Benedek (Superior Racing Team) | Zsembery Boldizsár | Berencsi Benedek (Superior Racing Team) |

### U19 nő
| Év   | Országos bajnok             | Ezüstérmes | Bronzérmes |
| 2024 | Pákolicz Gréta (Lotus Team) |            |            |

### Master férfi (40–49)
| Év   | Országos bajnok            | Ezüstérmes                   | Bronzérmes                     |
| 2024 | Cser Gábor (Gesu Bikewear) | Jurák András (CoffeeRide SE) | Lipka Balázs (Merida TEAM CST) |

### Master nő (40–49)
| Év   | Országos bajnok | Ezüstérmes       | Bronzérmes    |
| 2024 | Botka Barbara   | Chovanyecz Emese | Domina Eszter |

### Grand master férfi (50–59)
| Év   | Országos bajnok                           | Ezüstérmes                             | Bronzérmes                               |
| 2024 | Filepkó Gabor (Team United Shipping - CR) | Specziár Viktor (Kőbánya Cycling Team) | Rácz Szabolcs (Salgótarjáni HKE - SAXUM) |

### Grand master nő (50–59)
| Év   | Országos bajnok        | Ezüstérmes                             | Bronzérmes |
| 2024 | Pénzes Erzsébet (KLND) | Budai Dr. Péterné (Aspin Cycling Team) |            |

### Senior férfi (60+)
| Év   | Országos bajnok             | Ezüstérmes             | Bronzérmes    |
| 2024 | Papp Misi (La Guna étterem) | Simonyi Ákos (Trek SE) | Nemcsics Ákos |

### Senior nő (60+)
| Év   | Országos bajnok          | Ezüstérmes | Bronzérmes |
| 2024 | Polereczky Éva (Trek SE) |            |            |